# Okręg wyborczy Sevenoaks
Okręg wyborczy Sevenoaks powstał w 1885 r. i wysyła do brytyjskiej Izby Gmin jednego deputowanego. Okręg obejmuje miasta Sevenoaks i Swanley w hrabstwie Kent oraz ich okolice.

## Deputowani do brytyjskiej Izby Gmin z okręgu Sevenoaks
- 1885–1892: Charles Mills, Partia Konserwatywna
- 1892–1918: Henry Forster, Partia Konserwatywna
- 1918–1923: Thomas Bennett, Partia Konserwatywna
- 1923–1924: Ronald Samuel Williams, Partia Liberalna
- 1924–1929: Herbert Styles, Partia Konserwatywna
- 1929–1935: Hilton Young, Partia Konserwatywna
- 1935–1950: Charles Ponsonby, Partia Konserwatywna
- 1950–1979: John Rodgers, Partia Konserwatywna
- 1979–1997: Mark Wolfson, Partia Konserwatywna
- 1997–2019: Michael Fallon, Partia Konserwatywna
- 2019–: Laura Trott, Partia Konserwatywna